# Top Model (Skandinavien)
Top Model var ett modellprogram som sändes i Danmark, Sverige och Norge på TV-kanalen TV3 från 2005 till 2006. Serien dokumenterade en tävling där blivande modeller tävlade om titeln "Skandinaviens nästa toppmodell". En ny säsong sändes hösten 2016 på Kanal 11 i Sverige, Kanal 4 i Danmark och FEM i Norge. Nya säsongen streamas också på Dplay i respektive land.

## Format
Serien delades in i tre tävlingar: en i Danmark, en i Sverige och en i Norge. Varje tävling började med ett antal semifinalister. I den första veckan i varje tävling valdes nio tävlande att gå vidare till finalen. Finalisterna i varje tävling tävlade mot varandra under de följande veckorna i en rad olika utmaningar. När det var tre tävlande kvar i varje land tävlade alla nio mot varandra. Under de sista veckorna reducerades de till tre (bestående av en tävlande från varje land). Den av de tre som vann fick ett modellkontrakt med en prestigefylld modellagentur.
Serien körde i tre säsonger. Danmarks tävlingsvärd var Anne Pedersen, Norges värd var Kathrine Sørland och Sveriges var vid de två första tävlingarna Mini Andén, i säsong tre var Malin Persson värd. I finalen första säsong ett var Georgianna Robertson värd. I finalen säsongerna två och tre var Cynthia Garrett värd.

## Säsonger

### Säsong 1
Den första säsongen sändes våren 2005. Danmarks och Norges tävlingar bestod av nio finalister vardera, medan Sveriges tävling började med nio och ökade till tio i den andra episoden när Kumba M'bye åter deltog i tävlingen efter att tidigare ha eliminerats i semifinalen. Vinnaren var Kine Bakke (Norge).
| Premiär                                            | Vinnare    | Andrapristagare                         | Andra finalister | Semifinalisterna (i den ordning de placering)                                                                                | Semifinalisterna (i den ordning de placering)                                  | Semifinalisterna (i den ordning de placering)                                                                               |
| Premiär                                            | Vinnare    | Andrapristagare                         | Andra finalister | Danmark | Norge                                                                          | Sverige |
| -------------------------------------------------- | ---------- | --------------------------------------- | --- | --- | ------------------------------------------------------------------------------ | --- |
| 15 februari 2005 16 februari 2005 17 februari 2005 | Kine Bakke | Elina Herbeck Nanna Schultz Christensen | Cecilie Madsen (4.–6.) Henriette Stenbeck (4.–6.) Maja Ekberg (4.–6.) Kristin Rem Trehjørningen (7./8.) Madelene Lund (7./8.) Stine Mangaard Hansen (9.) | Stéphanie Juana Rasmussen Anne Baunbæk Pedersen Helga Rose Sophie Tine Schandorff Amirah Hamed Alsarrag Malene von der Maase | Marna Haugen Tina Nordby Anna Kolaczkowska Warsan Adam Amila Vuckic Anne Hauge | Julia Krischel Louise Willenheimer Kumba M'bye Maria Lager Heléne Melin Maria Öhrstrand (utslagen frivilligt) Paula Quiroga |

### Säsong 2
Den andra säsongen sändes hösten 2005. För Sverige tävlade bland annat Anna Maria Moström, som hade en framgångsrik karriär som modell efter att ha deltagit i Top Model. Kontrovers omgav serien när Mikaela Källgren (Sverige) blev mobbad av sina tävlingskolleger. Vinnaren var Frøydis Elvenes (Norge).
| Premiär                                             | Vinnare         | Andrapristagare               | Andra finalister | Semifinalisterna (i den ordning de placering)                                            | Semifinalisterna (i den ordning de placering)                                       | Semifinalisterna (i den ordning de placering)                                                          |
| Premiär                                             | Vinnare         | Andrapristagare               | Andra finalister | Danmark                                                                                  | Norge                                                                               | Sverige                                                                                                |
| --------------------------------------------------- | --------------- | ----------------------------- | --- | ---------------------------------------------------------------------------------------- | ----------------------------------------------------------------------------------- | --- |
| 5 september 2005 6 september 2005 14 september 2005 | Frøydis Elvenes | Anna Nørgaard Arwen Bergström | Janni Juntunen (4.–6.) Kristine Øverby (4.–6.) Tine Holm Riis (4.–6.) Karin Santini (7.–9.) Louise Falkenblad (7.–9.) Mikaela Källgren (7.–9.) | Lise M. Andersen Heidi Helm Larsen Sofie Thrane Line Bang Tanja Johnsen Mikaela K. Ibsen | Sandra Otteraaen Sarah Mohamud Elise Måge Nora Møller Annette Kjær Nazila Shirindel | Emelie Törnqvist Maria Lindgren Jazzmine Berger Anna Maria Moström † Charlotte Treschow Fahrie Berisha |

### Säsong 3
Den tredje säsongen sändes våren 2006. Norges tävling består av nio finalister, medan i Sveriges började nio tävlande, som sedan ökades till tio när Ebba Söderström tillkom. Danmarks tävling började med nio finalister, med ett joker, Line Vanggaard Nielsen, som deltog i avsnitt tre. Den här gången var det en svenskt tävlande, Freja Kjellberg Borchies, som vann tävlingen. Efter avslutningen av den tredje säsongen, gick de tre länderna skilda vägar och fortsatte att producera sina egna individuella anpassningar av Top Model: Top Model Norge, Top Model Sverige och Danmarks Næste Topmodel.
| Premiär                                       | Vinnare                  | Andrapristagare                  | Andra finalister | Semifinalisterna (i den ordning de placering)                                                                                       | Semifinalisterna (i den ordning de placering)                                                                                    | Semifinalisterna (i den ordning de placering)                                                                |
| Premiär                                       | Vinnare                  | Andrapristagare                  | Andra finalister | Danmark | Norge | Sverige |
| --------------------------------------------- | ------------------------ | -------------------------------- | --- | --- | --- | --- |
| 14 februari 2006 27 februari 2006 8 mars 2006 | Freja Kjellberg Borchies | Anna Brændstrup Therese Haugsnes | Camilla Schønberg (4.–6.) Mira Aanes Wolden (4.–6.) Sabina Karlsson (4.–6.) Florina Weisz (7.) Cathrine Wenger (8./9.) Sara Olsen (8./9.) | Signe Cecilie Nørgaard Christina Anaya Mortensen Line Vanggaard Nielsen Nana Bach Nielsen Stine Palle Cecilia Kristensen Mira Pelle | Camilla Abry Kira Hellsten Ellen Caroline Brenger (utslagen frivilligt) Helene Sletten Vangen Rikke Kalsveen Ingrid Janne Sæberg | Kristina Svensson Sofia Eriksson Julia Agapova Emma Johansson Ebba Söderström Joanna Häggblom Sandra Nilsson |